# Amaladera cobosi
Amaladera cobosi är en skalbaggsart som beskrevs av Baraud 1964. Amaladera cobosi ingår i släktet Amaladera och familjen Melolonthidae. Inga underarter finns listade i Catalogue of Life.